# Symphytognatha milleri
Espèce
Symphytognatha milleri est une espèce d'araignées aranéomorphes de la famille des Symphytognathidae.

## Distribution
Cette espèce est endémique du Yunnan en Chine,. Elle se rencontre dans le xian de Gongshan.

## Description
La femelle holotype mesure 0,84 mm.

## Étymologie
Cette espèce est nommée en l'honneur de Jeremy A. Miller.

## Publication originale
- Lin, 2019 : First report of the spider genus Symphytognatha from Asia (Araneae, Symphytognathidae). Zootaxa, no 4638(2), p. 291-295.